# Tchořovická lípa
Tchořovická lípa byl památný strom v Tchořovicích v okrese Strakonice, kterému věnovala pozornost řada umělců – spisovatelů i malířů. Do dnešní doby se nedochovala, byla zničena vichřicí v roce 1983.

## Základní údaje
- název: Tchořovická lípa
- výška: 28 m (1978)[1]
- obvod: 672 cm (1978)[1]
- věk: 300 let[1]
- ukončení ochrany: pravděpodobně neukončena

Odhad stáří byl provedený srovnávací metodou s Budislavickou lípou, o níž se vyprávělo, že byla zasazena v roce 1648 po třicetileté válce. Na lípě býval umístěn obrázek frátera ze lnářského kláštera Josefa Patery s nápisem: Královno míru, oroduj za nás. Lípa zanikla během vichřice 1. srpna 1983.
Z umělců do svého díla Tchořovickou lípu zahrnuli Kamil Bednář ve stejnojmenné básni, dále básník František Hrbek a v Zemi zamyšlené Ladislav Stehlík:
Vůně puškvorců a modř hladin pod vysokými bílými oblaky, květ potměchuti na zdejších hrázích i rozmodlené mlýny, to ještě není krajina celá. Ještě k ní patří košatá thorovická lípa, v jejímž stínu svačí ženci, i vláček ujíždějící k Nepomuku jednokolejnou tratí, což obé zaujalo malíře Lva Šimáka na jedné toulce krajem a podnítilo s modravými staveními na thorovické návsi k namalování několika akvarelů.
Hlasy domova, odstavec 32

## Památné a významné stromy v okolí
- Brandlova lípa (Lnáře)
- Augustiniánské lípy (Lnáře, lípa malolistá a velkolistá)
- Rošický klen (u myslivny 1200 m V od Jindřichovic, 10 km JV)
- Čekanický dub (11 km JV)
- Buk Velenovského (Čekanice, 11 km JV)